# Pitharatus junghuhni
Pitharatus junghuhni är en spindelart som först beskrevs av Carl Ludwig Doleschall 1859.  Pitharatus junghuhni ingår i släktet Pitharatus och familjen hjulspindlar. Inga underarter finns listade i Catalogue of Life.